# Chalamchem
Chalamchem är en ort i Mexiko.   Den ligger i kommunen Chilón och delstaten Chiapas, i den sydöstra delen av landet, 800 km öster om huvudstaden Mexico City. Chalamchem ligger 1 165 meter över havet och antalet invånare är 175.
Terrängen runt Chalamchem är huvudsakligen kuperad, men norrut är den bergig. Runt Chalamchem är det ganska tätbefolkat, med 54 invånare per kvadratkilometer. Närmaste större samhälle är Yajalón, 18,4 km nordväst om Chalamchem. I omgivningarna runt Chalamchem växer i huvudsak städsegrön lövskog.